# Церква Успіння Пресвятої Богородиці (Чортків)
Церква Успіння Пресвятої Богородиці в Чорткові — парафія і храм Чортківського благочиння Тернопільської єпархії Православної церкви України у місті Чортків Тернопільської области.
Церква та дзвіниця оголошені пам'ятками архітектури національного значення (охоронний номер 685/1, 685/2).

## Історія
Церква будувалася ремісниками міського братства з 1581 по 1584 рік і була освячена у 1583 році на свято Успіння Пресвятої Богородиці. Одними з ініціаторів її будівництва були кушнір Микола Драчук та швець Гаврило Журавель. Храм неодноразово руйнувався під час набігів турків і татар, але щоразу його відбудовували.
За часів радянської влади церква стояла пусткою. У 80-х роках ХХ ст. за ініціативи громади та священників Івана Павлишина й Василя Сенчишина храм відновили. Під час цих робіт було збудовано нову капличку, відремонтовано дах і хрести. Після здобуття Україною незалежності храм повністю відреставрували.
28 серпня 2003 року громада відзначила 420-річчя з дня побудови храму. 15 грудня 2018 року церква і парафія перейшли до ПЦУ.

## Архітектура
Храм збудовано в класичному стилі, він має тридільну хатню структуру з двосхилим дахом, куполом та хрестом. Його різновисокі об'єми об'єднані спільним ґонтовим дахом.
Інтер'єр церкви відзначається об'єднанням просторових об'ємів. З низького бабинця нава веде до верхнього ярусу хорів, що виходить у неї через фігурний виріз. Дерев'яна дзвіниця каркасного типу складається з трьох ярусів, верхній з яких перекритий шатровим ґонтовим дахом. За часів незалежності України її було розібрано і повністю відновлено. Особливої уваги заслуговує іконостас XVIII століття, а найстарішою іконою є Запрестольний образ Успіння Пресвятої Богородиці, що вражає своєю витонченістю, красою та величчю.

## Парохи
| Ім'я           | Роки            | Світлини |
| -------------- | --------------- | -------- |
| о. Мирон Карач | від 1995 донині |          |

## Галерея

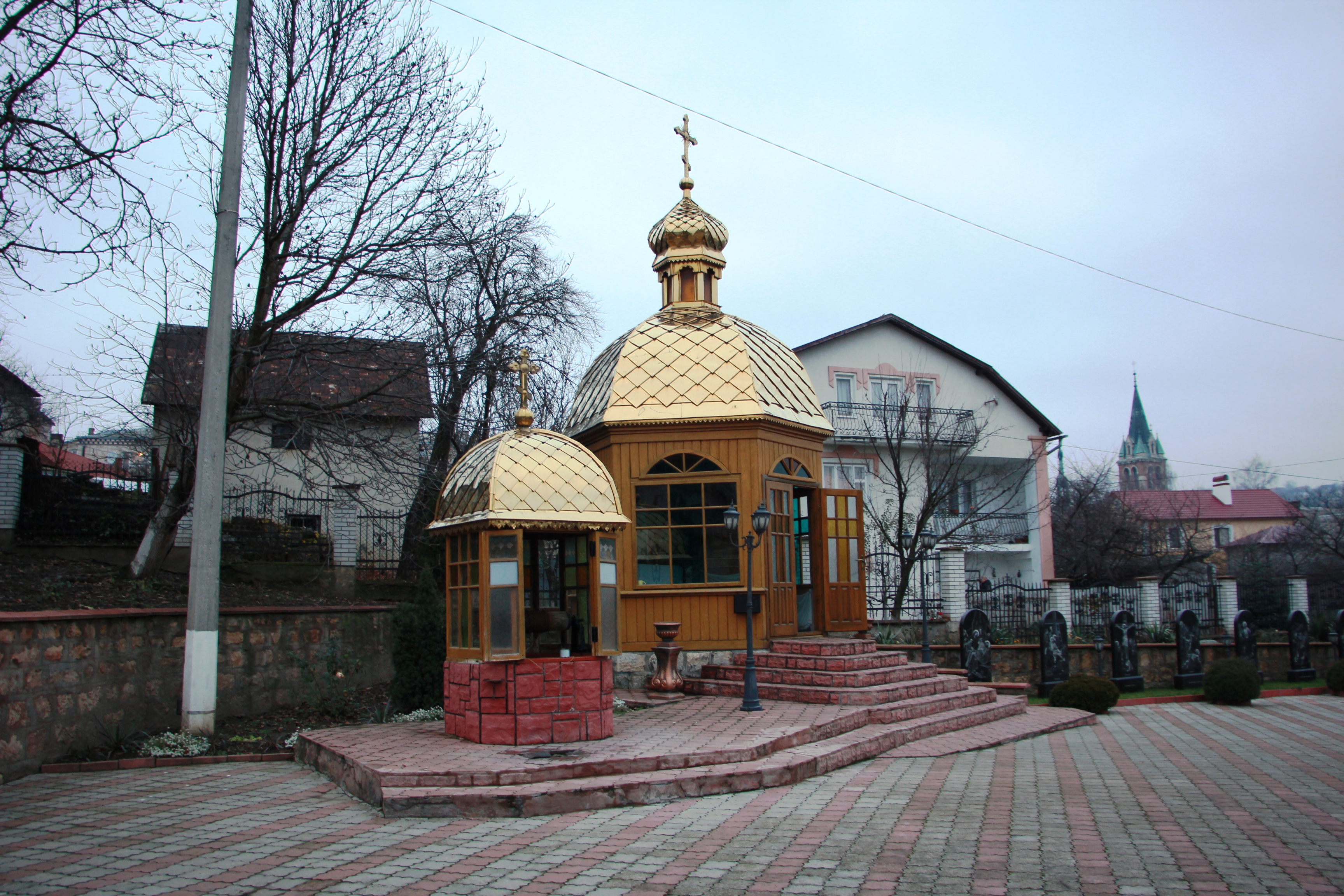
Капличка